# María de los Llanos de Luna Tobarra
María de los Llanos de Luna Tobarra (Sevilla, 3 de març de 1960) és una advocada i política espanyola, Delegada del Govern espanyol a Catalunya entre 2012 i 2016.

## Biografia
Llanos de Luna es va llicenciar en Dret a la Universitat de Múrcia, amb postgraduació a l'Escuela de Práctica Jurídica de la mateixa institució i un màster en Administració pública per l'INAP.
Va ocupar diversos càrrecs públics, com a lletrada (1987-1993) i subdirectora (1996-2003) de l'Institut Nacional de la Seguretat Social de Barcelona, presidenta de la Comissió d'Avaluació d'Incapacitats Laborals de Barcelona, i assessora de la Tresoreria General de la Seguretat Social de Barcelona.
Al pla polític, ha estat subdelegada del Govern espanyol a Barcelona (2003-2004), diputada al Parlament de Catalunya, on sempre feia servir el castellà en les seves intervencions, i portaveu adjunta del grup parlamentari del PPC des de 2010; membre del Comitè Executiu i de la Junta Directiva del Partit Popular de Catalunya; presidenta de la Comissió d'Estudis de Treball i Seguretat Social del PPC, i vicesecretària sectorial del Partit Popular de Barcelona.

### Delegada del Govern espanyol a Catalunya
Des del 2 de gener de 2012, va ser la Delegada del Govern espanyol a Catalunya, durant el primer mandat de Mariano Rajoy. Les seves actuacions més conegudes són: la denúncia infructuosa als Ajuntaments de Girona i de Figueres per haver contractat trens per facilitar l'assistència de la ciutadania a la manifestació "Catalunya, nou estat d'Europa"; la voluntat d'imposar la bandera espanyola a les escoles, com ara a Corbera de Llobregat o la denúncia dels municipis declarats «territori català lliure», començant per Celrà, Llançà, Vidreres i Sant Julià de Ramis. El 14 de març de 2013 el Parlament de Catalunya aprovà una moció demanant la seva substitució per la seva «actitud hostil i manca de respecte cap a les institucions catalanes», amb 86 vots a favor (CiU, ERC, ICV-EUiA i CUP), 27 en contra (PP i C's) i 20 abstencions (PSC). El 27 de març de 2013 va ser declarada persona non grata pel ple de l'Ajuntament de Girona, amb un text que critica la seva posició «hostil» cap a la ciutat, per haver portat als jutjats la contractació dels trens de l'Onze de Setembre i la declaració de territori lliure i sobirà, i qualifica la seva actitud com la d'una «virreina d'una colònia». El novembre de 2016 fou substituïda per Enric Millo.

## Polèmiques
El 12 de maig de 2013 Llanos de Luna va participar en un acte d'homenatge a la Divisió Blava, entregant un diploma a la Hermandad de Combatientes de la División Azul, en un acte d'homenatge a la Guardia Civil a la caserna de Sant Andreu de la Barca. Aquest fet, va provocar que tots els partits polítics de l'arc parlamentari català en demanessin la dimissió, excepte el PP i Ciutadans. L'Ajuntament de Barcelona en demanà el cessament immediat pocs dies després.